# Mirapolis
Koordinaten: 49° 3′ 18″ N, 1° 59′ 57″ O
Mirapolis war ein französischer Themenpark bei Paris. Er lag in der Teilgemeinde Courdimanche der Planstadt Cergy-Pontoise im französischen Département Val-d’Oise in der Nähe der A 15, wurde am 20. Mai 1987 eröffnet und bereits am 20. Oktober 1991 aus wirtschaftlichen Gründen geschlossen. Mit insgesamt 47 ha (30 ha Park und 17 ha Parkplatz) war er der erste große Freizeitpark Frankreichs. Er wurde für 28.000 Besucher pro Tag ausgelegt, war in acht Bereiche eingeteilt und bot bei der Eröffnung 29 Attraktionen einschließlich Shows. Bei der Schließung existierten 60 Attraktionen sowie 13 Souvenirläden, 8 Restaurants und 12 Imbissstände, sogenannte „Mirabars“.
Der Park thematisierte große französische Romane und Geschichten. Die Hauptattraktion war die 35 Meter hohe Statue Gargantua mit Restaurant und Fahrgeschäft im Inneren, benannt nach einer Figur aus dem Romanzyklus Gargantua und Pantagruel. Sie war die höchste freistehende Statue Europas und die zweitgrößte weltweit nach der Freiheitsstatue. Weitere Attraktionen neben Le Géant Gargantua waren La Descente des rapides (= Schnelle Abfahrt). La Ville d’Ys (= Die Stadt Ys), Le Château des sortilèges (= Das Zauberschloss). Les Impressionnistes (= Die Impressionisten). und Le Palais des merveilles (= Palast der Wunder).

## Attraktionen

### „L'Entrée“, übersetzt „Eingangsbereich“
„L'Entrée“ (übersetzt „Der Eingang“)
1. * Kassen
Einmalig Eintritt für einen Tag bezahlen und freien Zugang zu allen Fahrgeschäften und Paraden/Shows.
2. * Accueil – Kioskques des Hotesses (übersetzt „Willkommen – Kiosk der Hostessen“)
Information im Eingangsbereich.
3. * Poussettes (übersetzt „Kinderwagen“)
Kinderwagenstation
4. * La Boutique Souvenirs (übersetzt „Souvenir Boutique“)
Laden mit Erinnerungsstücken (Andenkenladen; Souvenirs; Souvenirshop).
„Le Sommet de la grande Frousse“ (übersetzt „Der Gipfel des großen Bammels“)
5. * Le Grande de Mirapolis (übersetzt „Der Große von Mirapolis“) („Mirapolis-Express“) (Parkbahn) (1987)
- Bahnhof/Station von Parkbahn „Mirapolis Express“ im Eingangsbereich (1987)

Drei Züge standen zur Verfügung. Die Bahn transportierte die Besucher durch den Park. Die Bahn hatte zwei Stationen. Eine im Eingangsbereich, die andere bei der Statue Gargantua. Nach der Schließung wurde die Bahn an den Spreepark Plänterwald in Berlin verkauft, der aber nur einen Zug nutzte und die beiden anderen Züge als Ersatzteilspender ausschlachtete, wobei jedoch zunächst der blaue Zug im Einsatz war und später bis zuletzt der grüne Zug.
6. * Le Tourbillon (1987) (übersetzt „Der Wirbel“)
Eine karussellähnliche Krake mit der Ästhetik einer Troika und Werksgondeln: ein Paratrooper.
7. * Le Miralooping (1988) (Achterbahn)
Eine Stahlachterbahn der Firma Vekoma mit vier Inversionen (Typ MK 1200 Double Loop Corkscrew). Nach der Schließung wurde die Bahn an den Spreepark Plänterwald in Berlin verkauft. Dort fuhr sie bis zur Schließung unter dem Namen Mega Looping weiter, bis der Park 2001 schloss. Seit 2003 ist die Bahn in der Fabrikus World (Frankreich) unter dem Namen Euroloop zu finden.
8. * Les Velos Droles (übersetzt „Die lustigen Fahrräder“)
Hüpfende Fahrräder. Kennt man in Deutschland aus kleineren Parks und Tierparks.

### „Le Domaine des enfants“, übersetzt „Der Bereich der Kinder“ (Kinderland)
„Le Paradis des Comptines Gourmandes“ (übersetzt „Das Paradies der verfressenen Abzählreime“)
9. * Le Palais de Dame Tartine (1987) (übersetzt „Der Palast von Frau Butterbrot“)
Diese Attraktion, teilweise von der SFP realisiert, hat ihren Namen von einem Kinderlied. Der Besucher entdeckt die Magie der vier Jahreszeiten. Dieser Palast befand sich im Bezirk Dame Tartine, im Bereich der Kinder gelegen. Es ist eine Animation mit elektrischen und beweglichen Tierpuppen, die sprechen.
10. * La Piscine à boules (1987) (übersetzt „Ball-Pool“)
„LA PISCINE A BALLE“, übersetzt „POOL A BALL“
War ein Ball-Pool und stand bei der Attraktion Le Palais de Dame Tartine.
- L'Arbre Lumière (1987) (übersetzt „Das Licht im Baum“) (Animatronictheater)

Das Theater hatte Platz für 200 Personen. Es wurde eine Show mit Fabelwesen gezeigt.
11. * La Ballades des Automates (1987) (übersetzt „Die Ballade der Automaten“) bzw. Galerie des Automates (übersetzt „Galerie der Automaten“) (Märchenrundgang)
Rund um das Animatronictheater befanden sich verschiedene Szenen, in denen animierte Figuren Märchen und französische Legenden erzählten.
12. * Le Spectacle de l´Arabre Lumidre (übersetzt „Die Show des Arabers Lumidre“; „The Show l'Arabre Lumidre“)
Show
13. * Les Caravelles (1987) (übersetzt „Die Karavellen“)
Eine Schiffsfahrt (Berg- und Talbahn) vom Typ Music Express, bzw. Musik Express (Berg- und Talbahn#Musik Express), aber die Version für Kinder von der Kategorie „Koggenfahrt“. Befand sich vor dem Palais de Dame.
14. * Le Petit Train des Comptines (1987) (übersetzt „Der kleine Zug der Reime“)
Zwei kleine Züge in Form von mindestens einem Hasen und mehreren Elefanten. Diese Attraktion war in der Nachbarschaft von Dame Tartine.
15. * Le Kaleidoskope (1987) (übersetzt „Das Kaleidoskope“)
Attraktion neben dem Palace Dame Tartine. Diese Attraktion ist eine Anspielung auf die Kindheit von Anne Fourcade, Kaleidoskopesammlung.
16. * Le Maison de Brioche (übersetzt „Das Briochehaus“)
Restaurant
17. * Le Terrasse des Délices (übersetzt „Die Terrasse der Lüste“)
Gletscher
18. * O Panier Gourmand (übersetzt „Oh, Fresskorb“)
Restaurant
19. * Le Relais Bébé
- Théâtre des marionnettes (1987) (übersetzt „Puppentheater“)

War ein Puppentheater, das sich in der Außenwand des Kinderlandes befand. Die Sitzplätze (150) befanden sich im Freien, vor dem Palast der Dame Tartine.
„La Terre de L`Aventure“ (übersetzt „Die Erde des Abenteuers“)
20. * Le Champ (übersetzt „Der Champ“)
Hüpfburg
- La Cité des Robots (übersetzt „Die Stadt der Roboter“)

Restaurants und Geschäfte in der Stadt der Roboter.
- Navette aux Mille Sensations (1988) (übersetzt „Shuttle der tausend Sensationen“)

War eine bereifte Parkeisenbahn (Midi Train), die durch den Park fuhr. Der Bahnhof befand sich im Bereich der Roboterstadt.
- Galeries des Jeux et Réflexes (1987) (übersetzt „Galerien der Spiele und Reflexe“)

War ein Spiegellabyrinth. Stand in der Nähe der Roboterstadt (ging nach der Schließung an den Spreepark).
- Charivari (1988) (übersetzt „Pandämonium“): War ein Kino.

### „La Descente des Rapides“, übersetzt „Die Stromschnellenabfahrt“ (Trillbereich)
21. * Le Bâteau Pirate Junior (1988) (übersetzt „Das Junior-Piraten-Schiff“)
Kinderschiffschaukel von Huss Rides.
22. * Le Galion du Corsaire Rouge (1988) (übersetzt „Die Galione des roten Korsaren“)
Schiffschaukel von Zamperla Rides. Ging nach der Schließung an einen Niederländischen Schausteller der mit ihr durch China Tourte. Nach erneuten Verkauf ist der Verleib der Schaukel unbekannt.
23. * Le Château du Prince Noir (übersetzt „Das Schloss des Schwarzen Prinzen“)
24. * Le Parcours de Robin des Bois (übersetzt „Der Weg von Robin Hood“) bzw. Quick Cup (1987) (übersetzt „Schnelle Tasse“) (Tassenbahn)
Eine Tassenbahn von Mack Rides mit dem Aufdruck des ehemaligen Maskottchens von Nesquik. Die Bahn wurde nach der Schließung im Spreepark Plänterwald wiederaufgebaut. Sie befindet sich noch heute auf dem Gelände.
25. * La Chocolatiere (übersetzt „Der Schokoladenladen“)
Schokoladenherstellung und Schokoladenverkauf.
26. * Les Montgolfières (1988) (übersetzt „Der Heißluftballon“) (Ballonfahrt)
Eine Ballonfahrt der Firma Zamperla Rides mit einer Kapazität von 1.200 Personen in der Stunde.
27. * La Descente des Rapides (1987) (übersetzt „Die Stromschnellenabfahrt“) (Wildwasserbahn)
Eine Bahn des Herstellers Mack Rides. Der höchste Punkt lag auf 14 Metern. Die Bahn war für 1.800 Personen pro Stunde ausgelegt.
Die Bahn hatte eine Besonderheit, die es bis dahin noch bei keiner anderen Wildwasserbahn von Mack Rides gegeben hat. Nach der Abfahrt fuhr man über einen kleinen Hügel, um dann erneut ins Wasser einzutauchen was einen hohen Nässegrad zur Folge hatte. Nach der Schließung wurde die Bahn an den Spreepark Plänterwald in Berlin verkauft. Dort fuhr sie unter dem Namen „Grand Canyon“ bis zur Schließung. Sie befindet sich heute noch auf dem Gelände.
28. * Les Pirates (übersetzt „Die Piraten“)
Restaurant
29. * La Photo des Rapides (übersetzt „Das Stromschnellenfoto“)
Fotostation der Wildwasserbahn für Erinnerungsfotos.
30. * Mirabar
Imbiss
31. * La Rivière des Castors (1987) (übersetzt „Der Bieberfluss“) (Floßfahrt)
Eine Floßfahrt vorbei an animierten und mit Wasser spritzenden Biberfiguren. Nach der Schließung wurde die Bahn an den Spreepark Plänterwald verkauft. Dort wurde sie umgebaut und mit den Schwänen der Schwanenfahrt weiter genutzt. Die Bahn befindet sich noch heute im geschlossenen Park. Die Boote wurden ebenfalls vom Spreepark gekauft. Sie sollten für die nie fertiggestellte Dinofahrt verwendet werden.
32. * Le Bâteau Pirate (1987) (übersetzt „Das Piratenschiff“)
Eine Schiffschaukel des Herstellers Huss Rides. Nach der Schließung wurde die Bahn an den Spreepark Plänterwald verkauft. Dort fuhr es unter dem Namen „Pirat“ bis zur Schließung. Danach wurde sie mehrfach weiterverkauft, u. a. an einen niederländischen Schausteller der für kurze Zeit China (Asien) damit tourte. Auch Denies-Kipp hatte die Schaukel schon in seinem Besitz. Weiterer Verbleib unbekannt.
33. * Le Télépherique (übersetzt „Die Seilbahn“)
Seilbahn
- Gravitron (1988) (übersetzt „Gravitron“)

Karussell vom Typ Gravitron (Gravitation).
- Montagne Molle (1988) (übersetzt „Weicher Berg“)

War eine Hüpfburg.
- Mini Dragons (1988) (übersetzt „Minidrachen“) (Drachenflug) (Hängegleiter) (Fliegerbahn)

Eine Bahn, die statt mit Flugzeugen, mit Drachen ausgestattet war. Die Bahn wurde von der Firma Zamperla hergestellt. Nach der Schließung wurde die Bahn an den Saint Paul Park in Frankreich verkauft. Dort wurde der Betrieb der Bahn 2009 eingestellt. Irrtümlich wird oft gemeint, es handle sich um Drachen aus der Ritterzeit. Es handelt sich aber um Hängegleiter.
- Chemin des Tortues (1988) (übersetzt „Schildkrötenweg“)

Es war eine Schildkrörtenbahn. In Zügen, die wie Schildkröten aussahen, fuhren die Besucher eine kleine Strecke entlang. Hersteller dieser Bahn ist die Firma Zamperla Rides.
- Mille Pattes (1988) (übersetzt „Tausendfüßler“)

War Teil der freien Felder Groquik.

### „La Ville d'Ys“, übersetzt „Die Stadt Ys“
„Le Pays des Legends“ (übersetzt „Das Land der Legenden“)
34. * Le Voyage sous la Mer (1987) (übersetzt „Reise unter dem Meer“) (Themenfahrt)
Hersteller Mack Rides. Eine Themenfahrt durch die Tiefen des Meeres. Die Strecke verlief stellenweise 14 Meter unter der Erde. Nach der Schließung wurde das Transportsystem vom Spreepark gekauft. Dort sollte eine Märchenbahn in einer Mehrzweckhalle, die Traumlandpark übernommen wurde entstehen. Die Bahn wurde aus behördlichen Gründen nie fertiggestellt. 1994 eröffnete die Bahn dann im Europa-Park unter dem Namen Universum der Energie. Seit 2018 wird die Bahn unter dem Namen Madame Freundreichs Curiosités betrieben.
35. * Le Miratlantide (übersetzt „Miratlantis“)
Restaurant
36. * Le Manège de chevaux de bois (1987) (übersetzt „Karussell mit hölzernen Pferden“)
Ein Pferdekarussell. (Standort laut verlinktem Parkplan)
37. * Le Village des Clowns (übersetzt „Das Dorf der Clowns“), bzw. Chapiteau (1987) (übersetzt „Zelt“) (Zirkuszelt)
In diesem Zelt (Zirkuszelt) wurden verschiedene Shows gezeigt. Das Zelt wurde nach der Schließung im Spreepark Plänterwald wiederaufgebaut. Nach der Schließung des Spreeparks befand es sich weiter im Park. Das Zelt ist im Winter 2009/2010 durch die Schneelasten eingerissen und wurde daraufhin abgebaut, war aber im Park vor Ort noch vorhanden. Das Zelt ist in der Nacht vom 10. auf den 11. August 2014 bei einem Großbrand verbrannt.
38. * Le Musee du Monde de la Fete (übersetzt „Das Museum der Welt der Feste“)
Museum
39. * Le Ferme des Vikings (1988) (übersetzt „Die Wikingerfarm“)
Wikingerdorf, in den Bereich der Stadt Ys integriert. Mit Streichelzoo und einem Abenteuerspielplatz, mit Holzschiff, wo eine Rutsche hatte, eine Holzanlage mit Klettergerüst und Rutsche, sowie eine kleine Schiffschaukel mit dem Namen „Pirat Ship“.
40. * Le Drakkar (1988) (übersetzt „Das Drachenschiff“)
Ein Wikingerschiff auf dem See in der Nähe des Wikingerdorfs. Streichelzoo im Wikingerdorf wurde entfernt.
41. * Mirabar
Imbiss
- Tertre des Chevaliers (1987) (übersetzt „Hügel der Ritter“) (Rittershow)

Eine mittelalterliche Show mit Ritterspielen (Ritter der Tafelrunde).
- Galerie des glaces (1988) (übersetzt „Spiegelsaal“)

Ein Eispalast.
- La Table ronde du Roi Arthur (1987) (übersetzt „Die Runde Tafel König Arthurs“)

Ein Garten mit Feen. Beides im „Dunklen Wald“.

### „Le Château des Sortilèges“, übersetzt „Das Schloss der Verzauberung“ (Märchenschloss)
- Château des Sortilèges (1987) (übersetzt „Das Schloss der Verzauberung“)

Restaurant
„Le Royaume de LÍllusion“ (übersetzt „Das Königreich der Illusionen“)
42. * Tour de Léonard da Vinci (1987) (übersetzt „Leonardo-da-Vinci-Tour“) (Animatronicshow)
„Le Palais de Leonard da Vinci et son Musee“ (übersetzt „Der Palast von Leonard da Vinci und sein Museum“)
Eine Animatronicshow die die Innovationen der Vergangenheit mit denen der Zukunft verglich. Die Show war zur damaligen Zeit revolutionär, da die Figuren auch Mimiken nachahmen konnten. Nach der Schließung ging die Leonardo Figur zurück an den Hersteller da sie Recherchen nach nie Vollständig bezahlt wurde.
43. * Le Dragon des Sortilèges (1987) (übersetzt „Der Zauberdrachen“)
Eine Stahlachterbahn der Firma Mack Rides, des Typs Alpenexpress „Enzian“. Sie wurde nach der Schließung im Spreepark Plänterwald in Berlin wiederaufgebaut. Sie befindet sich noch heute auf dem Gelände.
44. * Chez Leonardo (übersetzt „Bei Leonardo“)
Restaurant
45. * La Grande Roue (1989) (übersetzt „Das Riesenrad“)
Ein 40 Meter hohes Karusellriesenrad (Die Gondeln konnten von den Fahrgästen gedreht werden).
46. * La Fête Foraine (übersetzt „Das Marktfest“)
47. * Ses Manèges (übersetzt „Seine Manegen“)
48. * Ses Jeux (übersetzt „Seine Spiele“)
49. * Mirabar
Imbiss
- Labyrinth (1987)

Ein 2 ha großes Labyrinth. Man wurde von einem Labyrinth aus dem Mittelalter inspiriert.
- Voyage en Ballon (1988) (übersetzt „Ballonreise“)

Ballonfahrt von Morgan. Ein baugleiches Fahrgeschäft steht im Europa-Park Rust.
- Les Cygnes bzw. Cygnes blancs (1990) (übersetzt „Die Schwäne“ bzw. „Weiße Schwäne“) (Schwanenfahrt)

Tretboote in der Form von Schwänen. Nach der Schließung wurden einige Boote an den Saint Paul Park in Frankreich verkauft, wo sie noch heute genutzt werden. Die übrigen Boote erwarb der Spreepark Plänterwald in Berlin. Sie befinden sich noch heute auf dessen Gelände.

### „Le Géant Gargantua“, übersetzt „Der Riese Gargantua“
„Le Domaine du moyen Age“ (übersetzt „Der Mittelalterbereich“)
50. * Gargantua (1987) („Gargantua“) (Themenfahrt)
In 60 Wagons fuhren die Passagiere an verschiedenen gestalteten Szenen vorbei, die das Innenleben eines Menschen zeigten. Hierzu wurden 120 animierte Figuren, die Globules (Blutkörperchen), verwendet. Am höchsten Abschnitt der Bahn (30 Meter) konnten die Besucher einen Blick auf den Park genießen. Hersteller der Bahn war die Firma Reverchon Industries. Das Fahrsystem wurde nach der Schließung im Spreepark Plänterwald wiederaufgebaut, aber nie genutzt. Es befand sich nach der Schließung noch auf dem Gelände. Später wurde die Bahn aus Sicherheitsgründen demontiert und verschrottet.
- Bahnhof der Parkbahn „Mirapolis-Express“ bei Garganua (1987)

Drei Züge standen zur Verfügung. Die Bahn transportierte die Besucher durch den Park. Die Bahn hatte zwei Stationen. Eine im Eingangsbereich, die andere bei der Statue Gargantua. Nach der Schließung wurde die Bahn an den Spreepark Plänterwald in Berlin verkauft, der aber nur einen Zug nutzte und die beiden anderen Züge als Ersatzteilspender ausschlachtete, wobei jedoch zunächst der blaue Zug im Einsatz war und später bis zuletzt der grüne Zug.
51. * Le Table de Gargantua (übersetzt „Der Tisch von Gargantua“)
Restaurant
52. * Les Vignerons du Bon Géant
53. * Le Sabot de Garganua (übersetzt „Der Schuh von Garganua“)
Botique
54. * Le Poney-Club des chevaliers (1988) (übersetzt „Der Ponyclub der Reiter“)
Ritterturnier (laut verlinktem Parkplan hier)
55. * Le Mur Vauban (übersetzt „Die Wand Vauban“)
War ein Staudamm.
56 * Les Cygnes bzw. Cygnes blancs (1990) (übersetzt „Die Schwäne“, bzw. „Weiße Schwäne“) (Schwanenfahrt)
Tretboote in der Form von Schwänen. Nach der Schließung wurden einige Boote an den Saint Paul Park in Frankreich verkauft, wo sie noch heute genutzt werden. Die übrigen Boote erwarb der Spreepark Plänterwald in Berlin. Sie befinden sich noch heute auf dessen Gelände.
57. * Mirabar
Imbiss

### „Le Palais des Merveilles“, übersetzt „Der Palast der Wunder“
- Le Palais des Merveilles (1987) (übersetzt „Der Palast der Wunder“) (Showraum)

Hier wurden im Wechsel verschiedene Shows aufgeführt. Es war Platz für 800 Personen.
- Château des Visions (1988) (übersetzt „Burg der Visionen“)

Ein 4-D-Kino im Inneren einer burgähnlichen Kulisse.
- Théâtre de Verdure (1987) (Theater)

Das Theater war ebenfalls im Palast der Wunder untergebracht. Es gab dreimal am Tag jeweils eine andere Vorstellung. Es war Platz für 900 Besucher.
- Grande Parade (1987) (übersetzt „Große Parade“)

Die eigene Parkparade startete an diesem Punkt.

### „Les Impressionnistes“, übersetzt „Die Impressionisten“
- Eine Drehorgel in der Nachbarschaft der Impressionisten (Original: „Un limonaire dans le quartier des impressionnistes“)

„Le Jardin de la belle Epoque“ (übersetzt „Der Garten der Belle Epoche“)
58. * Le Port de Deauville (1988) (übersetzt „Der Hafen von Deauville“)
Eine Miniaturstadt, bzw. Modellstadt mit Hafen.
- Petits bateaux téléguidés (1987) (übersetzt „Kleine ferngelenkte Boote“)

Ferngesteuerte Boote (Fernlenkboote). Sie fuhren (originalübersetzung „segelten“) im Hafen von Deauville. (wurde an den Spreepark verkauft)
59. * Le Jardin des Impressionnistes (übersetzt „Der Garten der Impressionisten“)
60. * Guinguette des Impressionnistes (1987) (übersetzt „Taverne der Impressionisten“) bzw. La Riviere Fleurie
Eine Bootsfahrt / eine Kanalfahrt. Wurde an den Spreepark verkauft. Dort hat sie den Namen „Canale Grande“. Die Bahn steht auch heute noch im geschlossenen Park.
61. * Les Tacots Chapeaux (1987) (übersetzt „Die Hutklapperschlangen“) (Hutbahn)
„les voiturettes de MIRAPOLIS: LES TACOTS CHAPEAUX“, übersetzt „Karren Mirapolis: Die Caps Knallkörper“
Eine Bahn, wo die Fahrgäste in Hüten mit Gesichtern fuhren. Die Bahn wurde an den Spreepark verkauft. Dort hatte sie den Namen „Chapeau claque“. Die Bahn steht auch heute noch im geschlossenen Park.
62. * La Tonnelle des Impressionnistes
Restaurant
- Le Manège de Chevaux de Bois (1987) (übersetzt „Karussell der hölzernen Pferden“)

Ein Pferdekarussell. (Standort laut französischem Wikipedia-Artikel)
- Le Poney-Club des chevaliers (1988) (übersetzt „Der Ponyclub der Reiter“)

Ritterturnier (laut französischem Wikipedia hier)

### „Attractions aux situations non déterminées“, übersetzt „Unangekündigte Attraktionen“ (Weitere Attraktionen)
„La grand´Place“ (übersetzt „Der Große Platz“)
63. * Le Chateau des Visions
Kino
64. * La Botique du Chateau (übersetzt „Der Burgladen“)
Laden mit Erinnerungsstücken (Andenkenladen; Souvenirs; Souvenirsshop).
65. * Le Bistro
Bistro
66. * Le Labo Photo (Fotolabor)
Photoshop
67. * L`Observatorio (übersetzt „Das Observatorio“)
- Punching Ball
- Dinosaurier und Mammutpark (1991)

Lebensgroße Statuen von Dinosauriern. Sie befanden sich auf Wiesen am Weg. Auf Informationstafeln wurden die Dinos vorgestellt. Nach der Schließung wurden die Dinos im Spreepark Plänterwald in Berlin wieder aufgestellt.
- Train fantôme (1989) (übersetzt „Geisterbahn“)

Diese Attraktion hieß zunächst „Geisterburg“ und wurde dann in „Geisterbahn Mirapolis“ umbenannt.
- Enterprise

Typ und Namen Enterprise von Huss Rides.
- UFO (1989)

Typ und Namen UFO (UFO-2000) von Huss Rides. Das Fahrgeschäft konnte 48 stehende Fahrgäste in 12 Gondeln Platz finden.
- Tagada (1989)

Hersteller Far Fabbri, des Typs Tagada, besteht aus einer horizontalen Plattform. Der kreisförmige Rand ist es eigentlich eine lange Bank ohne Bar oder Sicherheitsgurt-Hosting für je 40 Personen mit einer Kapazität von 800 Personen/Stunde. Man kennt es bei uns meist als Hüpfer auf der Kirmes.
Hier bewegte sich die Plattform. In zwei aufeinanderfolgenden Jahren wurde diese Attraktion zum beliebtesten Fahrgeschäft des Parks gewählt.
- Grand huit (1989) (übersetzt „Untersetzer“)

Diese dritte Achterbahn ist ein Modell mit roten Schienen und weißer Struktur. Der Hersteller ist DEZA, Typ Galaxi.
- Télé Combat Avion (1989) (übersetzt „TV Kampfflugzeuge“)

Eine Fahrt in Pressluftfliegern vom Hersteller Zamperla, Typ Telecombat.
- Pieuvre (1989) (übersetzt „Krake“) („Riesenkrake“)

Ein Karussell wie ein Tintenfisch vom Typ Polyp.
- Chenille (1989) (übersetzt „Raupe“)

Eine Raupenbahn (Berg- und Talbahn) von Mack Rides.
- Godbille (1989)
- Buggy (1989)

Eine zweistöckige Schleifenfahrt, mit einem Konvoi von Kleinwagen für Kinder.
- Grand Prix (1989)
- Bungee-Jumping (1991)

Diese Attraktionen wurde von Schaustellern gebracht. Sie waren an den Ufern des Sees in den Bereichen Schloss der Verzauberung und der Riesen Gargantua außer Grand Prix.
- Dance Fly (übersetzt „Fliegender Tanz“)

Typ Hully-Gully von Mack Rides, jedoch als, bzw. in Sonderausführung, mit schwingenden Gondeln.
- Sweety (übersetzt „Schätzchen“)

Gondelkarussell von Mack Rides, Typ Schlittenfahrt.
- Plorerz (oder so ähnlich)

Gondelkarussell vom Hersteller Reverchon, Typ Explorer.
- LES GLOBULES (übersetzt „BLOOD CELLS“) (Blutzellen)

Es war eine Blutzellenparade. Die Wagen kreisten während der Parade. Es waren die „Globules“ (Blutkörperchen) Figuren.
- Ponny-Reiten

Hier konnten Kinder auf echten Ponys reiten.
- Go-Kart-Bahn

Eine Go-Kart-Bahn mit Benzin-Karts.
- Pyro- und Wassershow

Am Abend gab es dann eine Feuerwerks- und Wassershow mit Wasserfontänen.

### Geplante, aber nie realisierte Zukunft des Parks
Folgende drei Projekte wurden nie fertiggestellt, bzw. nicht mehr realisiert:
- Delfinarium
- Einschienenbahn, bzw. Monorail
- Ein neunter Bereich „Le Voyage dans le Futur“ (übersetzt „Reise in die Zukunft“), statt des Miralooping

## Krise und Ende
Nach einer enttäuschenden zweiten Saison wurde im Dezember 1988 eine Vereinbarung zwischen dem Generaldirektor des Parks Marc Tombez und Marcel Campion als Vertreter eines Dutzend Schaustellerfamilien unterzeichnet. 1989 zogen die Schausteller mit ihren Fahrgeschäften in den Park ein. Die Schausteller investierten 30 Millionen Francs in fahrende Attraktionen und Stände, für die die Besucher einen Aufpreis zahlen mussten.
Am 20. Oktober 1991 schloss der Park endgültig. Einige Attraktionen wurden an andere Parks in Europa, darunter den Spreepark Berlin, verkauft. Am 31. August 1995 wurde die riesige Statue des Gargantua erst teilweise demontiert und dann gesprengt. Heute liegt das Gelände weitgehend brach und verwildert zunehmend.

## Gründe für die Erfolglosigkeit
Die angebliche Insolvenz sollen nicht zuletzt an den in der Nähe liegenden Freizeitparks gelegen haben. Zur selben Zeit wie Mirapolis wurden in Frankreich Parks wie Disneyland Paris, Parc Asterix und BigBang Schtroumpf gebaut oder geplant, die den Vorteil hatten, dass sie bekannte Medien-Franchises zum Thema hatten, während Mirapolis mit der französischen Literatur-, Sagen- und Kunstwelt ein der breiten Öffentlichkeit nicht leicht zu vermittelndes Thema hatte. Zudem litt der Park unter Fehlplanungen, Missmanagement und zahlreichen Pannen bei Eröffnung und Betrieb, die zu schlechter Presse führten und dazu, dass die geplanten Besucherzahlen nie erreicht wurden und ein wirtschaftlicher Betrieb nicht möglich war. Statt der prognostizierten 2 Millionen Besucher jährlich kamen weniger als 400.000.
In einem Interview sagte Norbert Witte, der ehemalige Betreiber des Berliner Spreeparks, dass der Park wegen der bevorstehenden Eröffnung von Disneyland Paris geschlossen worden sei. Die Parkbetreiber seien entschädigt worden. Dadurch habe er das Glück gehabt, sehr schnell an Fahrgeschäfte für den Spreepark zu kommen.

## Zahlen
- 26 Millionen Francs (4 Millionen Euro) kostete das Grundstück.
- Während der Bauphase waren 80 Unternehmen beteiligt
- 13.000 Mitarbeiter
- 250.000 m² Grünfläche
- 500.000 m² gepflasterte Fläche
- 15 ha Fläche für Bauten
- Gastronomie bot anfangs 3.000 Plätze, die größte Kapazität Frankreichs zur damaligen Zeit; 1988 waren es 5.000 Plätze
- 6.000 Parkplätze für Autos, 350 für Busse. Der Parkplatz umfasste 17 ha. Die Parkgebühr betrug 10 FF (1,50 €)
- Der Kopf von Gargantua war 11 Meter groß. Es wurden insgesamt 28 Tonnen Material (14 Tonnen Holz, 10 Tonnen Harz und 4 Tonnen für den Hut) verwendet, um den Kopf zu gestalten. Er wurde ungefähr mit 500 m³ Polyester geformt
- Eine Hand von Gargantua wog ungefähr 3 Tonnen.
- Gargantua war im Sitzen 35 Meter hoch. Im Stehen hätte er eine Größe von 77 Metern gehabt.
- Die Körperoberfläche von Gargantua betrug 2800 m² und wog 1.000 Tonnen.
- Für 22 Francs konnte man sich sogar den Soundtrack von einigen Attraktionen auf einer Vinylplatte holen. In den heutigen Parks gang und gäbe, für die damalige Zeit außergewöhnlich.